# Ayala (Alegría)
Ayala es un despoblado que actualmente forma parte del concejo de Alegría de Álava, que está situado en el municipio de Alegría de Álava, en la provincia de Álava, País Vasco (España).

## Toponimia
A lo largo de los siglos ha sido conocido con los nombres de Aialha, y Ayala.

## Historia
Documentado desde 1025 (Reja de San Millán), formaba parte de la Merindad de Iraszaeta.La aldea altomedieval de Ayala, ya desaparecida, fue despoblada en el siglo XIV al ser abandonada por sus habitantes que se trasladaron al núcleo de Alegría de Álava. Este núcleo consiguió el privilegio de villazgo en 1337 de la mano de Alfonso XI, y atrajo a la población que vivía en las aldeas circundantes. El abandono de la aldea de Ayala trajo consigo la desaparición de la misma, quedando como único testigo del poblado su iglesia rural, la ermita de Nuestra Señora de Ayalaque data del siglo XIII, aunque podría haber estado ejecutado en varias fases.

## Monumento
Santuario de Nuestra Señora de Ayala.